# Lóka (szanszkrit)
A lóka szanszkrit szó (लोक), jelentése a világ(egyetem).

## Dzsainizmus
A dzsain szövegek a világegyetemet nevezik lókának. Ez az újraszületés, a cselekvés és a szenvedés (pokol) vagy üdvösség (nirvána) helye.
A kozmológiájuk szerint a világ három részre (trilóka) oszlik:
| #  | A három lóka | magyarázat                                                                      |
| -- | ------------ | ------------------------------------------------------------------------------- |
| 01 | Urdhva Lóka  | az istenek vagy az ég birodalma harminc menny található itt az isteni lényekkel |
| 02 | Madhja Lóka  | az emberek, állatok és növények birodalma, a mi világunk                        |
| 03 | Adho Lóka    | a pokollakó lények (átmeneti) birodalma hét poklot (naraka) foglal magába       |

Az Urdhva Lóka (menny) felett található a sziddhaszila, a felszabadult lelkek (sziddhák) birodalma. Az Adho Lóka (hét pokol) alatt pedig a nigoda helyezkedik el, ide kerülnek a megbocsáthatatlan bűntettek elkövetői.
A dzsain kozmológia eredetisége éppen ősi voltának köszönhető. Megőrzött és újból felértékelt olyan hagyományos indiai tanításokat, amelyeket a hindu és a buddhista kozmológia elhanyagolt.
A világmindenséget (lóka) álló ember képében ábrázolják, karjai behajlítva, csípőre tett kézzel. Ez az óriás ember alsó világból (alsó végtagok), középső világból (deréktáj) és felső világból (mellkas és fej) áll.

## Hinduizmus
A hindu kozmológia a világegyetemet a létezés hét felső és hét alsó síkjára osztja. A puránákban és az Atharvavédában 14 világ, hét magas és hét alsó világ van.
Az Ajjavazhi-mitológia alapján a hét felső világ:
- Deiva-lóka (Déva-lóka)
- Jama-lóka
- Szvarga-lóka (Szvarga)
- Brahma-lóka
- Vaikunth (Vaikunda-lóka, Vaikunta)
- Siva-lóka (Kailásza)
- Para-lóka

A patala  (szanszkrit: पाताल) jelöli a földalatti birodalmakat, az alvilágot. A Bhágavata-purána részletesen leírja a hét alsó birodalmat, poklot. A neveik: Atala, Vitala, Szutala, Talatala, Mahatala, Raszatala, Patala.
Eredetileg három lóka (világ) létezett amelyet a különféle lények benépesítettek. A három szférát hamarosan összefüggésbe hozták a megváltás által uralt tartományokkal. A szvar, melynek jelentése "ég", a Védákban már rokon értelmű a mennybolt jelentésű szvarga szóval, így  újabb hármas jött létre: Szvarga-lóka, a bhúmi-lóka (föld) és a pátálá-lóka (pokol).
A hinduizmus alapján világmindenséget végtelenül sok élőlény lakja: növények, állatok, emberek, szellemek, démonok, alvilági lények és istenek. Minden lény egyrészt a tisztán szellemi lélekből (dzsíva), másrészt egy vagy több anyagi természetű testből áll. A lélek az általa véghezvitt jó és rossz cselekedetek (karma) következményeként mindig új és új, a lét különféle formáinak megfelelő testbe költözik (szanszára). Aki tehát életében helyesen cselekedett, az holta után megdicsőült testben az istenek világai egyikében jön a világra, aki többé-kevésbé helytelenül gondolkozott és cselekedett, az mint növény, állat, démon, kísértet, esetleg mint új ember reinkarnálódik, amely utóbbi esetben elmúlt léte folyamán elkövetett jó vagy rossz cselekedeteinek következménye jó vagy rossz sors.

## Buddhizmus
A buddhizmusban a lóka elsődlegesen az istenek és az emberi lények lakhelyét jelöli. Kozmográfiai értelemben a lóka az egész világegyetemet magába foglalja.

## Fordítás
- Ez a szócikk részben vagy egészben  a   Loka című angol Wikipédia-szócikk fordításán alapul.  Az eredeti cikk szerkesztőit annak laptörténete sorolja fel. Ez a jelzés csupán a megfogalmazás eredetét és a szerzői jogokat jelzi, nem szolgál a cikkben szereplő információk forrásmegjelöléseként.
- Ez a szócikk részben vagy egészben  a   Jain cosmology című angol Wikipédia-szócikk fordításán alapul.  Az eredeti cikk szerkesztőit annak laptörténete sorolja fel. Ez a jelzés csupán a megfogalmazás eredetét és a szerzői jogokat jelzi, nem szolgál a cikkben szereplő információk forrásmegjelöléseként.